# 一枚の切符
『一枚の切符』（いちまいのきっぷ）は、江戸川乱歩の著した短編探偵小説である。
1923年（大正12年）、『新青年』の七月号に掲載された。
「二銭銅貨」と同時期に書かれた乱歩の処女作であるが、一般的には「二銭銅貨」のみが処女作と見なされている。これは、掲載誌である『新青年』が「一枚の切符」の出来が余りに良かったために、外国の推理小説を翻案したものではないか、と疑ったためである（「二銭銅貨」は日本語でしか成立しない暗号が核となる推理小説であったため、真に江戸川乱歩の作品であると認められた。また「一枚の切符」が外国小説の翻案であるという事はない）。実際には「二銭銅貨」の後に掲載されることとなった。

## 登場人物
- 左右田 五郎（そうだ ごろう）：探偵趣味のある書生。富田博士を尊敬している。
- 松村（まつむら）：左右田の親友で、聞き手。
- 富田博士（とみたはかせ）：学界にその名を轟かせている博士。妻殺害容疑で勾引されている。
- 黒田 清太郎（くろだ せいたろう）：事件を担当した刑事。

## あらすじ
ふたりの青年、左右田と松村は、左右田が尊敬している富田博士が嫌疑者となっている事件について話し合っている。博士の妻は、博士邸の裏を通る線路で轢死体となって発見された。懐には病気を苦にしたため死ぬとの遺書があった。しかし死因を調べると服毒死であった。刑事黒田は、博士邸からその現場に行く足跡に、博士の靴による足跡、しかも何か重いものを運んだ足跡があることから、博士が妻を毒殺し、そののち筆跡を真似た遺書をしのばせた遺体を線路に運んだと断定、名探偵と騒がれていた。しかし、左右田は異なる意見を新聞に投書する。反論の根拠は、列車から投げ捨てられた貸し枕の受け取り切符だった。それは轢死前日の日付のもので、線路際の大きな石ころの下にあった。その石ころは博士邸の近くにいくつかあるのと同じものだ。つまり前日か当日、誰かがその重い石ころを線路際まで運んできたのだ。それは、遺体を運んだと思わせる足跡をつけるためではなかったか。つまり博士の妻は病気を苦にしていたのもあったが、同時に自分を嫌い妾をかこっている夫に復讐するために、そのような芝居を打ったのだというのが左右田の投書の主旨である。

## 出版
- 角川文庫 『白髪鬼』　昭和48年7月
- 春陽堂 『心理試験』